# Луйяренда, Никлас о
Ни́клас о Луйяре́нда (фар. Niklas á Líðarenda; 18 декабря 1955, Нес, Фарерские острова — 5 мая 2025, Херлев, Дания) — фарерский футболист и футбольный судья.

## Биография
Никлас родился в семье жителя Неса Йенса о Луйяренды и Рикки Рятт из Тофтира. У него был старший брат Йоуаннес, а также старшие сёстры Марита и Карин. В юности Никлас пробовал себя в футболе в качестве вратаря, выступая за клубы «Б68» и «ГИ» в первом дивизионе Фарерских островов. Во времена выступлений за клуб из Норагёты он познакомился со своей будущей супругой Соней Грегерсен, в их браке родились трое детей. В 1977 году он оставил футбол и на протяжении 3 лет ходил в море на корабле «Несбюгванум» под началом капитана Йоуханнеса о Стиккинума. После этого Никлас 4 года работал в компании «Eysturoyar Wholesale». В 1984 году он прошёл обучение на плотника и проработал на этой специальности 2 года. Затем 10 лет Никлас трудился на плавильном заводе в Норагёте, и ещё 5 лет на рыбном заводе в Тофтире. С 2001 года он занимает крупные посты в фарерских рыболовных компаниях.
Карьеру футбольного арбитра Никлас начал в 1980 году, а год спустя отсудил первую игру в рамках высшего дивизиона Фарерских островов, это была встреча между клубами «ИФ» и «КИ». Игры фарерского первенства он судил вплоть до окончания сезона-2003, суммарно проработав на 201 матче. В 1993—1999 годах Никлас был арбитром ФИФА и работал на международных матчах сборных, а также играх Кубка Интертото. С 2003 года Никлас трудится в структуре Федерации футбола Фарерских островов. За многолетнюю и продуктивную работу в 2025 году его удостоили высшей фарерской спортивной награды — почётной грамоты имени Поуля Петерсена.
Бывший футболист и судья скончался после непродолжительной болезни 5 мая 2025 года в датском Херлеве, где проходил лечение. Он был похоронен 11 мая в Норагёте, где жил последние 40 лет.